# Thorolf Rafto
Thorolf Rafto (Bergen, 6 juli 1922 - aldaar, 4 november 1986) was een Noors mensenrechtenactivist en lector economische geschiedenis.

## Levensloop
Rafto vluchtte in de Tweede Wereldoorlog naar het Verenigd Koninkrijk en diende daar bij de Royal Air Force. Verder was hij een gymnast en won in 1947 de Noorse titel op de tienkamp, net als zijn vader die had gewonnen in 1918.
Na de oorlog behaalde hij academische graden in talen en geschiedenis en 1956 werd hij lector aan de Norges Handelshøyskole (Noorse Handelshogeschool) in Bergen.
Zijn betrokkenheid bij het politiek activisme begon bij de start van de Praagse Lente in 1968, waarbij hij een voorstander werd van de liberale ideeën van Tsjecho-Slowaakse hervormers als Alexander Dubček en Jiří Hájek.
In 1973 reisde Rafto naar de Oekraïense havenstad Odessa en was hij getuige van de vervolging van intellectuelen en Joodse refuseniks die tevergeefs een aanvraag hadden gedaan voor emigratie naar Israël. Bij terugkeer schreef Rafto een kritisch artikel over de interne Sovjet-politiek in de Italiaanse krant Corriere della Sera, dat later ook werd afgedrukt in kranten in Noorwegen en Denemarken.
In 1979 reisde hij naar Praag om lezingen te geven aan studenten die vanwege politieke redenen uitgesloten waren van studie aan universiteiten. Tijdens zijn bezoek werd hij zo hevig in elkaar geslagen door de veiligheidspolitie dat hij de rest van zijn leven last hield van zijn verwondingen. In 1981 maakte hij verschillende reizen naar Polen waar hij nauw samenwerkte met Poolse vakbonden.
In 1985 verslechterde zijn gezondheid en hij overleed in zijn geboorteplaats op 4 november 1986.

## Erkenning
In 1984 werd Rafto onderscheiden met de Joodse Ben Adam-prijs uit Denemarken, voor de steun die hij was geweest voor Sovjet-Russische joden.
Na zijn dood zetten zijn vrienden en collega's een stichting op die zijn werk op het gebied van vrijheid van meningsuiting en politieke uiting in Oost-Europa voortzette, genaamd de Raftostiftelsen of voluit de Thorolf Raftos stiftelse for menneskets rettigheter. Na de val van het communisme in Oost-Europa werd het werk voortgezet voor mensenrechten in andere regio's. Jaarlijks reikt de stichting de Thorolf Rafto-prijs uit.
- Bibsys: 90331930
- Gemeinsame Normdatei: 1133517463
- International Standard Name Identifier: 0000 0004 2453 1498
- Virtual International Authority File: 226949611
- WorldCat: E39PBJcC3QrfHgQFgk6rbH63Qq